# Sandfalknattskärra
Sandfalknattskärra (Chordeiles rupestris) är en fågel i familjen nattskärror.

## Utbredning och systematik
Sandfalknattskärra delas in i två underarter:
- C. r. xyostictus - förekommer i sanddyner och flodbankar i centrala Colombia
- C. r. rupestris - förekommer i sydöstra Colombia till Venezuela, centrala Brasilien, nordöstra Peru och centrala Bolivia

## Status och hot
Arten har ett stort utbredningsområde, men tros minska i antal, dock inte tillräckligt kraftigt för att den ska betraktas som hotad. Internationella naturvårdsunionen IUCN listar arten som livskraftig (LC).